# Александър (син на Персей)
Александър (на старогръцки: Ἀλέξανδρος) от династията на Антигонидите е син на послдния цар на Македония Персей Македонски.

## Биография
Александър е дете при разгрома на баща му и след триумфа на Луций Емилий Павел в 167 година пр. Хр., е държан в Алба Фуценс заедно с баща си. Александър става много добър в торевтиката, научава латински език и става писар.